# شبه جزيرة ماكاو
شبه جزيرة ماكاو هي أكبر وأكثر المستعمرات كثافة للإمبراطورية البرتغالية القديمة، والتي حكمت ماكاو منذ القرن السادس عشر. حتي تم تحويل السيطرة الي الصين.
لدي شبه جزيرة ماكاو مساحة تتكون من 8.5 كم مربع، وتتصل ببر الصين الرئيسي من خلال مدينة تزوهاي الصينية في شمال شرق شبة الجزيرة.